# Tabanus barnesi
Tabanus barnesi är en tvåvingeart som beskrevs av Austen 1922. Tabanus barnesi ingår i släktet Tabanus och familjen bromsar.
Artens utbredningsområde är Thailand. Inga underarter finns listade i Catalogue of Life.